# Daniel Sentacruz Ensemble
I Daniel Sentacruz Ensemble sono un gruppo musicale italiano, fondato nel 1974.

## Storia

### Le origini
Il gruppo si forma su iniziativa di tre musicisti, Ciro Dammicco, Gianni Minuti Muffolini e Gianni Calabria, che si uniscono alla ex cantante dei Flora Fauna Cemento, Mara Cubeddu, alla cantante modenese Rossana Barbieri (nota anche con lo pseudonimo Linda Lee), ad Angelo Santori, ex componente de I Raminghi, a suo fratello Bruno Santori, ex componente de I Raminghetti e ad alcuni componenti del complesso La Zona Verde.
Il nome del gruppo venne ricavato dalla canzone Daniel di Elton John con il nome dell'attrice Senta Berger unito al termine Cruz.

### Il successo
Il primo successo è il singolo di debutto, Soleado (una canzone già incisa da Dammicco come solista, Le rose blu, a cui sono state tolte le parole), con cui partecipano al Festivalbar 1974, seguito da Un sospero, che diventa la colonna sonora della celebre pubblicità della grappa Bocchino (interpretata da Mike Bongiorno, con lo slogan "Sempre più in alto...").
Nel 1976 il gruppo partecipa al ventiseiesimo Festival di Sanremo con la canzone Linda bella Linda, che si classifica all'ottavo posto.
Come ospiti partecipano al Festival di Sanremo 1977 con Allah! Allah!, mentre ritornano in gara al Festival di Sanremo 1978 con ½ notte.
Partecipano al Festivalbar 1977 con Bella mia, brano scritto da Stefano Scandolara.
Dopo alcuni cambi di formazione, nel 1979 abbreviano il nome in Sentacruz, fino a sciogliersi nel 1982.

### Reunion
Nel 2010 il gruppo si ricompone come trio con Gianni Minuti Muffolini, Gianni Calabria e Rossana Barbieri, per partecipare ad alcune trasmissioni televisive quali I migliori anni, a cui segue un tour. 
Nel 2013, il gruppo partecipa vocalmente alla canzone Radio Amore Song, composta dal cantautore Gianfranco Caliendo (ex frontman, voce solista, chitarrista e autore de Il Giardino dei Semplici) su testo della cantante Flora Contento, per celebrare la storia dell'omonima emittente campana di successo. All'incisione, partecipano anche altri nomi importanti della scena delle band italiane: Gianfranco Caliendo, i Camaleonti, gli Homo Sapiens, i Romans, i Santo California.
Nel 2016, Minuti Muffolini partecipa al singolo La Musica Italiana, composto dal cantautore Gianfranco Caliendo su testo di Flora Contento. Il brano viene interpretato dai frontmen di sei band italiane famose negli anni settanta e ottanta, riunitisi per l'occasione con la denominazione "70's Gold": Pietro Paolo Barbella (Santo California), Gianfranco Caliendo (ex Il Giardino dei Semplici), Claudio Lumetta (Homo Sapiens), Gianni Minuti Muffolini (Daniel Sentacruz Ensemble), Daniele Montenero (Romans), Franco Morgia (ex Beans). L'incisione verrà poi inserita nel terzo disco di Gianfranco Caliendo, pubblicato con la Miele Band: Oltre il Giardino (2022).
Nel 2018, si costituisce un nuovo trio, dove a Muffolini e Barbieri si unisce Mara Cubeddu. Nel maggio del 2019, i DSE incidono un nuovo singolo: Mara e il mare.

## Formazione

### Formazione originale (1974-1982)
- Ciro Dammicco - voce  (1974-1982)
- Mara Cubeddu - voce (1974-1979)
- Rossana Barbieri - voce (1974-1982)
- Gianni Minuti Muffolini - voce, chitarra (1974-1982)
- Bruno Santori - tastiere (1974-1976)
- Angelo Santori - tastiere (1974)
- Stefano Dammicco - tastiere (1974-1982)
- Gianni Calabria - batteria (1974-1982)
- Savino Grieco - basso, voce (1974-1982)

### Formazione attuale (2010-presente)
- Rossana Barbieri - voce
- Gianni Minuti Muffolini - voce, chitarra
- Mara Cubeddu - voce[senza fonte]

## Discografia

### Album in studio
- 1974 - Soleado
- 1975 - Dos
- 1977 - Daniel Sentacruz Ensemble
- 1978 - Barabam
- 1979 - Diventiamo più amici

### Raccolte
- 2004 - Made In Italy

### Singoli
- 1974 - Soleado
- 1974 - Un sospero
- 1974 - Abra-Kad-Abra
- 1975 - Aguador
- 1975 - Christmas Carol
- 1976 - Linda bella Linda
- 1977 - Bella mia
- 1977 - Allah Allah
- 1978 - 1/2 notte
- 1978 - Uffà domani è lunedì
- 1979 - Io, tu, noi
- 1980 - Pepper
- 1980 - Nel cielo
- 1981 - Oceano blu
- 1982 - Per una volta ancora insieme
- 2019 - Mara e il mare